# Cenotwórca
Cenotwórca - jest to producent lub konsument, który ma wpływ na kształtowanie się cen. Innymi słowy posiada znaczną siłę rynkową. 

## Przykład
Monopolista jest cenotwórcą. Nie ma substytutów dla produkowanych przez niego dóbr. Tym samym może mieć wpływ na kształtowanie się cen danego dobra. 
W warunkach idealnej wolnej konkurencji nie występują cenotwórcy.